# 宝林寺 (兵庫県上郡町)
宝林寺（ほうりんじ）は、兵庫県赤穂郡上郡町河野原にある真言宗の寺院である。十刹に列せられた。

## 歴史

### 臨済宗十刹
赤松則祐の開基、雪村友梅を開山とする。
嘉吉の乱で赤松家が滅ぶと、山名氏が寺領を押領した。
江戸時代に真言宗へ改宗

## 文化財
兵庫県有形文化財
- 赤松円心坐像
- 赤松則祐坐像
- 雪村友梅坐像
- 覚安尼坐像

## 交通

### 自動車
- 山陽自動車道龍野西インターチェンジから西へ約40分
- 中国自動車道佐用インターチェンジから南へ約30分

### 電車
- 智頭急行智頭線、河野原円心駅より徒歩で5分